# ピエール・ジュベール
ピエール・ジュベール（仏: Pierre Joubert、1910年6月27日-2002年1月13日）は、フランスのイラストレーター。特にボーイスカウト関連の作品や挿絵の作者として知られている。

## 生涯
1910年パリ生まれ。14歳でパリの美術学校エコール・デュペレに入学後、1925年にスカウト運動に参加した。シャマランドでのキャンプ教室にてポール・コゼに見初められて雑誌「スカウト・ド・フランス」のイラストレーターに抜擢され、のちスカウト運動の公式イラストレーターとなった。その後、挿絵入り新聞「イリュストラシオン」に携わった。
彼の仕事はアルサティア出版社、とりわけ同社が発刊する児童向け冒険小説シリーズ「シーニュ・ド・ピスト」との関係が深い。冒険小説のイラストレーターとして、キップリング『ジャングル・ブック』やスティーブンソン『宝島』などのフランス語版の挿絵も手掛けている。また、ベルギーの作家アンリ・ヴェルヌの小説『ボブ・モラーヌ』の挿絵でもよく知られている。
彼は自伝や紋章学などさまざまなテーマの本を書き、また多くの宗教的・歴史的人物やスカウトの人物画、本の表紙、カレンダーなどを描いた。スカウト写真家のロベール・マンソンとも交流が深く、ジュベールはマンソンが撮影したものを描き、マンソンはジュベールが描いたものを演出・撮影した。
彼はモーリス・ブランショやクロード・ロワ、フランソワ・ミッテランと同様、1930年代に青年右翼組織アクション・フランセーズやその行動団体カムロ・デュ・ロワに深く関与しており、そのことを公にしていた。しかし彼は左派キリスト教徒を自認しており、彼の描いた人物の中には、彼とはいくぶん立場を異にする者もいた。
熱烈な騎士道精神の持ち主であった彼は、思春期の子供たちの生き生きとした、冒険的で希望に満ちた特有の作風を持っている。
彼の作家業は足掛け77年にわたり、その間数千に及ぶ作品を手掛けた。結婚後、彼はパリ郊外のムードンの高台に移り住み、生涯シャラント地方とムードンを往来する生活をつづけた。

## 評価
エマニュエル・ルパージュなど、とりわけスカウトを経験した多くのバンド・デシネ作家（漫画家）やイラストレーターが彼を賞賛し、敬意を表している。2002年にはラ・ロシェルで、また2010年にはヴェルサイユのランビネ美術館で、ジュベールの回顧展が開かれている。2003年から2011年にかけて、ジャック・デュトレーは、ピエール・ジュベールの作品に特化した同人雑誌 Joubertomania を刊行した。

## 作品
- Les Lys et les lions, initiation à l'art du blason, Presses d'Île de France, 1947, éditions Alain Gout, 2001
- L'héraldique, éditions Ouest France, 1977, réed. 1984 et 1992
- Souvenirs en vrac, éditions Universitaires, 1986, réédition Fleurus, 2000 (autobiographie)